# Aeroporto Internacional Flamingo
Aeroporto Internacional Flamingo ou Aeroporto Internacional Bonaire (ATA: BON, ICAO: TNCB) é um aeroporto internacional localizado em Kralendijk, Bonaire, nos Países Baixos Caribenhos. O Aeroporto Flamingo serve como ponto de conexão para voos da KLM para algumas destinações na América do Sul.

## Companhias Aéreas e Destinos
| Companhias Aéreas | Destinos                                         |
| ----------------- | ------------------------------------------------ |
| Arkefly           | Amsterdã, Willemstad                             |
| Delta Air Lines   | Atlanta                                          |
| DVR               | Willemstad                                       |
| Insel Air         | Oranjestad, Willemstad                           |
| Fly All Ways      | Porlamar, Willemstad. (Inicia entre 2015 e 2016) |
| KLM               | Amsterdã, Oranjestad                             |
| United Airlines   | New York                                         |